# Грановський Тимофій Миколайович
Тимофі́й Микола́йович Грано́вський (рос. Тимофей Николаевич Грановский; * 9 (21) березня 1813, Орел — † 4 (16) жовтня 1855, Москва) — російський історик, громадський діяч.

## Біографія
Народився у дворянській сім'ї. Його батько, Микола Тимофійович Грановський, займав в Орлі посаду радника соляної управи; ще в молоді роки одружився з Ганною Василівною Черниш, дочкою багатого українського поміщика з Ніжина; від цього шлюбу мав двох дочок і трьох синів; старшим з дітей був син Тимофій. Мати була обдарованою природним розумом, товариським характером і палко люблячим серцем, тож мала благотворний вплив на сина. Домашнє виховання Тимофія Грановського було спрямовано, головним чином, до вивчення мов (французької та англійської).

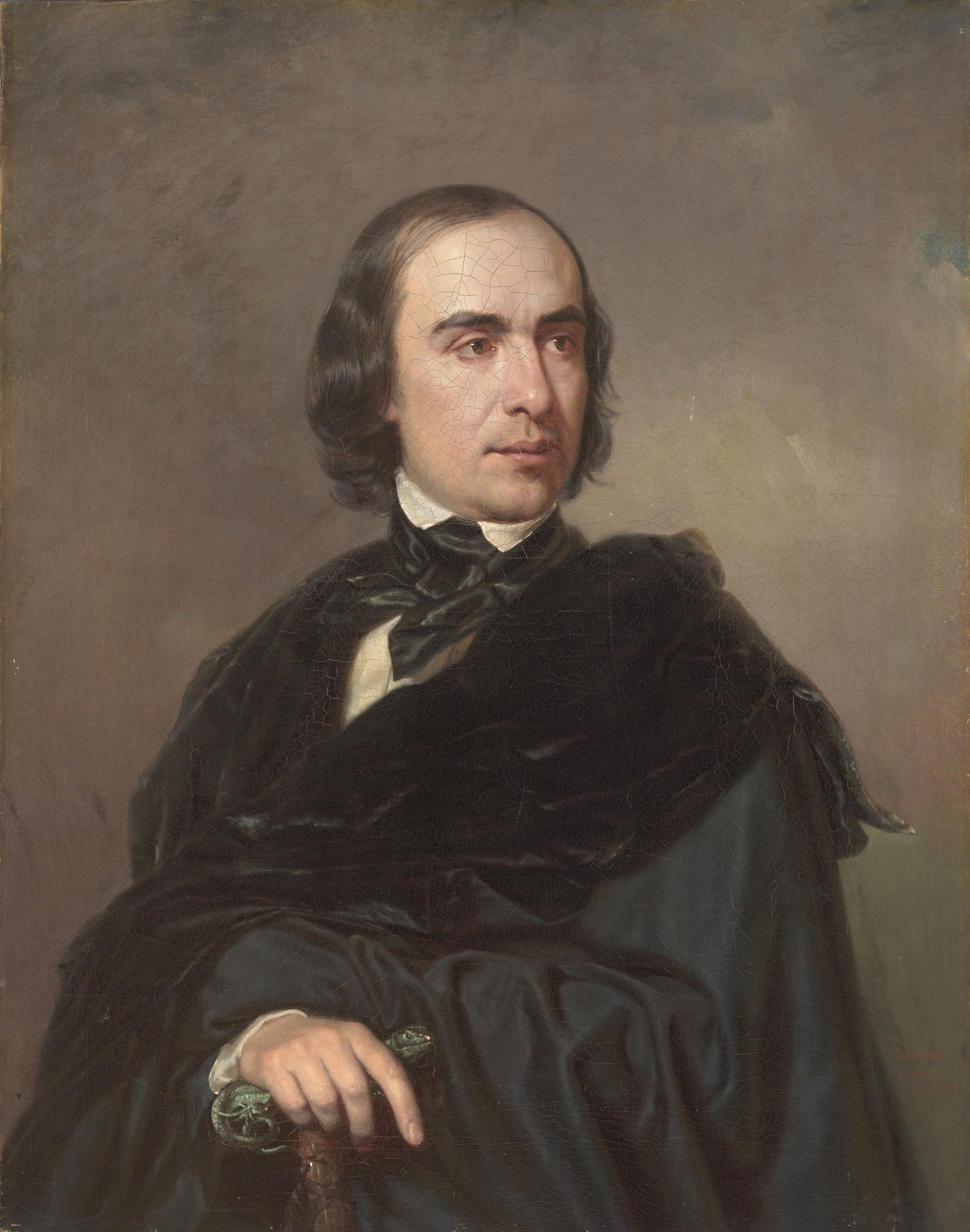
Портрет Тимофія Грановського роботи Петра Захарова-Чеченця (1845)

У 1826—1828 роках Грановський навчався в Москві в приватному пансіоні Кістера. Попри численні вади цього навчального закладу, в ньому все ж можна було здобути пристойну, як на ті часи, середню освіту. Тим паче, що Грановський одразу став одним із найкращих учнів. Проте через байдужість батька до долі сина Грановський так і не довчився в пансіоні. У 1828—1831 роках він жив в Орлі, нічого не роблячи. Пізніше Тимофій Миколайович із відразою згадував цей період свого життя.
На 16-му році життя Тимофій відвідав Україну — для отримання спадщини їздив з матір'ю до її сестри в родовий маєток у Ніжині.
1835 року Грановський закінчив Петербурзький університет.
Від 1839 року — професор Московського університету.
У травні 1855 року Грановського обрали деканом історико-філологічного факультету (вперше це сталося 1851 року, але тоді його не затвердили). Причому за Грановського проголосували не тільки колеги-західники, але й багато професорів консервативних поглядів.
Восени 1855 року Грановський став клопотати про дозвіл на власне друковане видання — «Історичний збірник». Але здійсненню цих планів завадила несподівана смерть професора 4(16) жовтня 1855 року — очевидно, від інфаркту. 
Прожив Тимофій Миколайович усього 42 роки. Його похорон з участю багатотисячної студентської маси став помітним явищем тогочасного громадського життя. Традиція цього дня (6 жовтня за старим стилем) збиратися на П'ятницькому кладовищі Москви, де було поховано професора, зберігалася в студентському середовищі до початку 20 століття.

## Твори
- Т. Н. Грановский и его переписка. — 2-е издание. — Т. 1—2. — Москва, 1897.
- Полное собрание сочинений. — Т. 1—2. — Санкт-Петербург, 1905.
- Лекции по истории средневековья. — Москва, 1986.